# 相馬義胤 (相馬中村藩主)
相馬 義胤（そうま よしたね、元和5年（1619年） - 慶安4年3月5日（1651年4月24日））は、江戸時代の大名で、陸奥相馬中村藩第2代藩主。相馬利胤の長男。母は徳川秀忠の養女（土屋忠直の異父妹、岡田元次の娘）。幼名、虎之助。官位は従五位下、大膳亮。正室は内藤忠重の娘。子は亀（相馬忠胤の正室）。
寛永2年（1625年）9月2日に父・利胤が亡くなったため、10月、わずか7歳で家督を継いで藩主となる。幼い頃は祖父の義胤が後見役となり補佐した。寛永3年（1626年10月3日、従五位下長門守に叙任する。寛永13年（1636年）12月29日、大膳亮に転任する。
寛永18年1月29日（1641年3月10日）、江戸京橋桶町から大火災（桶町火事）が発生、充分な消火体制が講じられていなかった江戸市中において、義胤は大名として火消役（所々火消）を命じられており手勢を率いて消火活動に当ったが、消火作業中に落馬して重傷を負っている。大規模な火災となった同火災では他に、大目付加賀爪忠澄が消火活動の総指揮を執る中、陣頭指揮中に煙に巻かれて殉職している。
慶安4年（1651年）、急病により没する。跡継ぎの男子がいなかったため、娘の夫・土屋直方を養嗣子にし、直方は改名して3代藩主・忠胤となる。墓所は南相馬市同慶寺と青山霊園(1イ7-4-7)。

## 系譜
父母
- 相馬利胤（父）
- 徳川秀忠の養女 ー 岡田元次の娘（母）

正室
- 内藤忠重の娘

子女
- 亀姫 ー 相馬忠胤正室、生母は正室

養子
- 相馬忠胤 ー 土屋利直の次男